# Domingo de Bonechea
Domingo de Bonechea Andonaegui, secondo la grafia basca moderna Domingo Bonetxea Andonaegi (Getaria, 21 settembre 1713 – Tahiti, 26 gennaio 1775), è stato un esploratore spagnolo.
Tentò di incorporare Tahiti nell'impero coloniale spagnolo.
I viaggi di Bonechea furono commissionati dal viceré del Perù, Manuel de Amat y Juniet, preoccupato dal fatto che le esplorazioni di James Cook potessero portare alla creazione di basi britanniche dalle quali attaccare il Perù. De Bonechea raggiunse Tahiti solo poche settimane dopo Cook, trovandovi un'ascia abbandonata dalla spedizione di Cook. Registrò numerosi termini della lingua dei nativi.

## Primo viaggio (1772-1773)
Il 26 settembre 1772 Domingo de Bonechea partì per un viaggio di esplorazione a Tahiti. Salpò con Tomás Gayangos col ruolo di tenente su una delle sue navi, la Aguila, dal porto di Callao in Perù. La spedizione giunse a Tahiti il 13 novembre. Si ormeggiò davanti al villaggi di Tautira che Bonechea cristianizzò in "Santísima Cruz". Bonechea proibì a se stesso ed alla sua ciurma di avere rapporti sessuali con le donne locali, scelta approvata dai tahitiani. Lasciò Tahiti il 20 dicembre raggiungendo Valparaíso il 21 febbraio 1773.

## Secondo viaggio (1774-1775)
L'obbiettivo della spedizione era l'annessione di Tahiti alla corona spagnola, con l'approvazione e l'incoraggiamento di re Carlo III, e di evangelizzare i suoi abitanti. Due navi, la Aguila e la Jupiter, partirono da Callao il 20 settembre 1774. Dopo aver sconfitto Tu, il più importante capo dei tahitiani, agli uomini di Bonechea fu permesso di creare una missione. Bonechea morì il 26 gennaio 1775 a Tahiti. 
La missione spagnola di Tahiti fu abbandonata il 12 novembre dello stesso anno, e l'intera impresa abbandonata.